# عملية عقلية

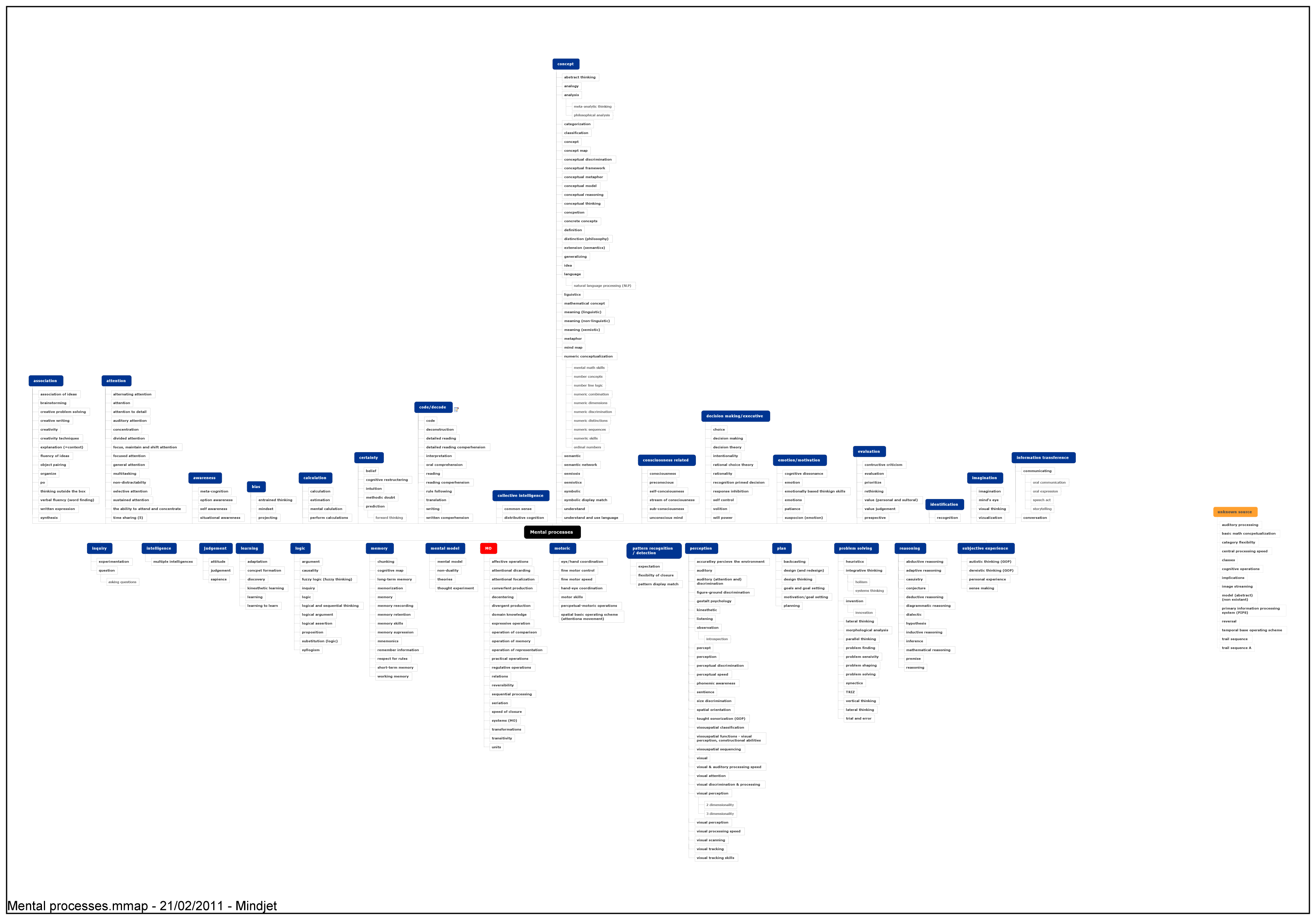

العمليات العقلية أو الوظائف العقلية (أو العملية الذهنية أو السيرورة الذهنية) هي مصطلحات تشير في الغالب بشكل متبادل للإشارة إلى وظائف أو عمليات الإدراك الحسي والمطالعة والذاكرة والإبداع والمخيلة والأفكار والعقيدة والتفكير والإرادة والمشاعر — أو بمعنى آخر، كل الأشياء التي يقوم بها العقل. وفي بعض الأحيان، يتم استخدام المصطلح العمليات المعرفية بدلاً من العمليات العقلية، ومع ذلك، فإن المصطلح معرفي يميل إلى أن تكون له تداعيات خاصة.
ومن بين الأمثلة الخاصة على الاشتراك في العمليات المعرفية الحدث العقلي. ويعد حدث تصور شيء ما، بطبيعة الحال، مختلفًا عن العملية برمتها، أو القدرة على التصور، أي قدرة الشخص على تصور الأشياء. وبمعنى آخر، فإن مثال التصور يختلف عن القدرة التي تجعل هذا المثال محتملاً.

## وصلات خارجية
- Mental+Processes في المكتبة الوطنية الأمريكية للطب نظام فهرسة المواضيع الطبية (MeSH).